# Marquard & Bahls
Marquard & Bahls er en energi- og kemivirksomhed med hovedkvarter i Hamborg. Selskabet fungerer som holdingselskab for virksomhederne Oiltanking og Mabanaft. I 2021 var der 3.100 ansatte og en omsætning på 10,9 mia. euro. De havde forretningsaktiviteter i 25 lande.
Marquard & Bahls blev grundlagt i 1947 af Theodor Weisser.